# Liste der Weinlagen der Pfalz

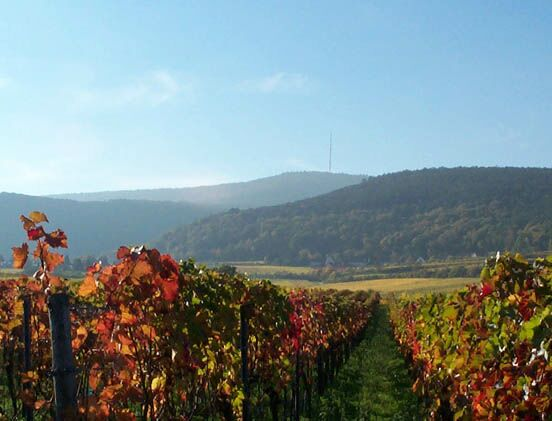
Weinberge bei Gimmeldingen

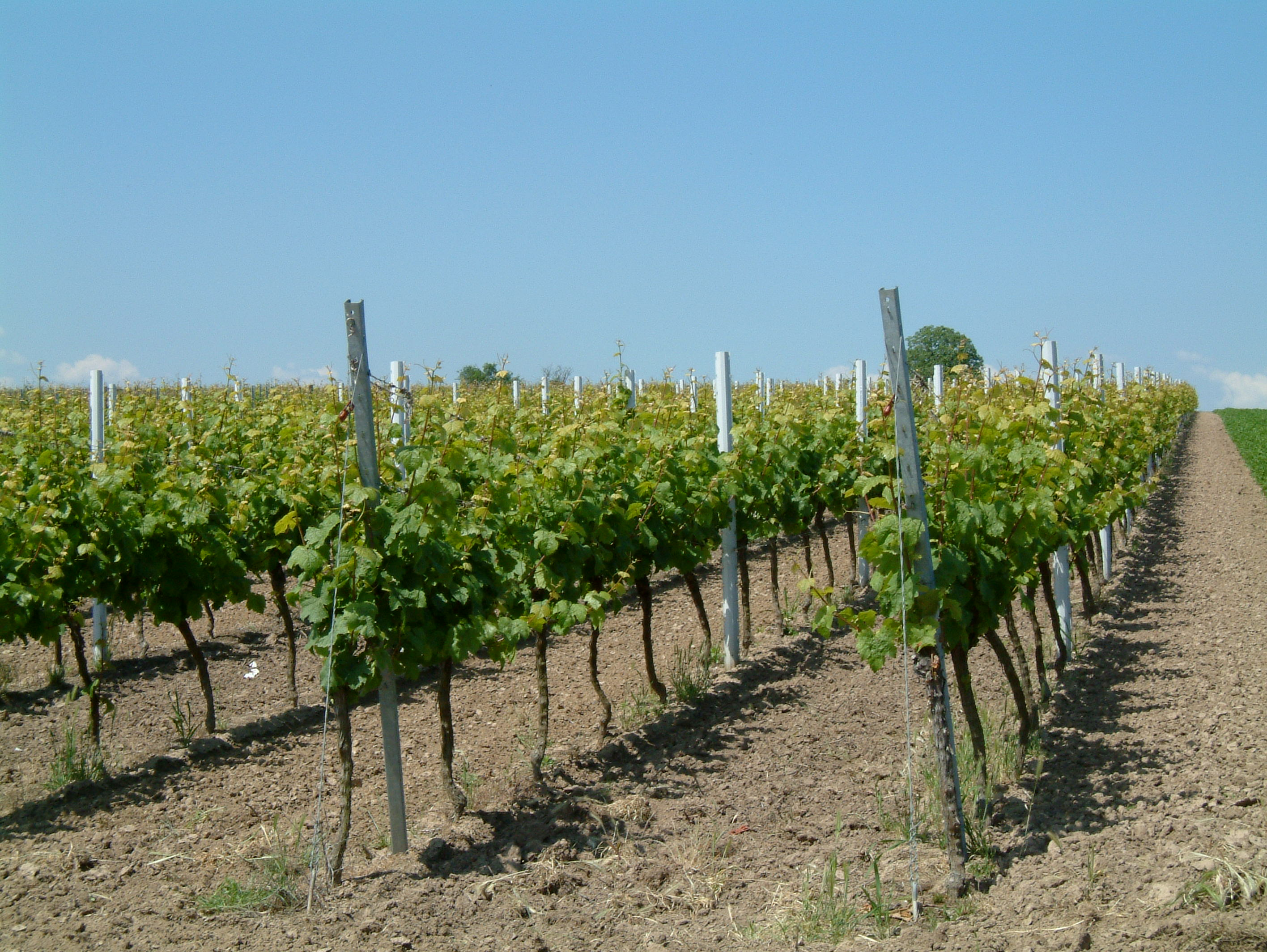
Riesling-Weinberg bei Dirmstein

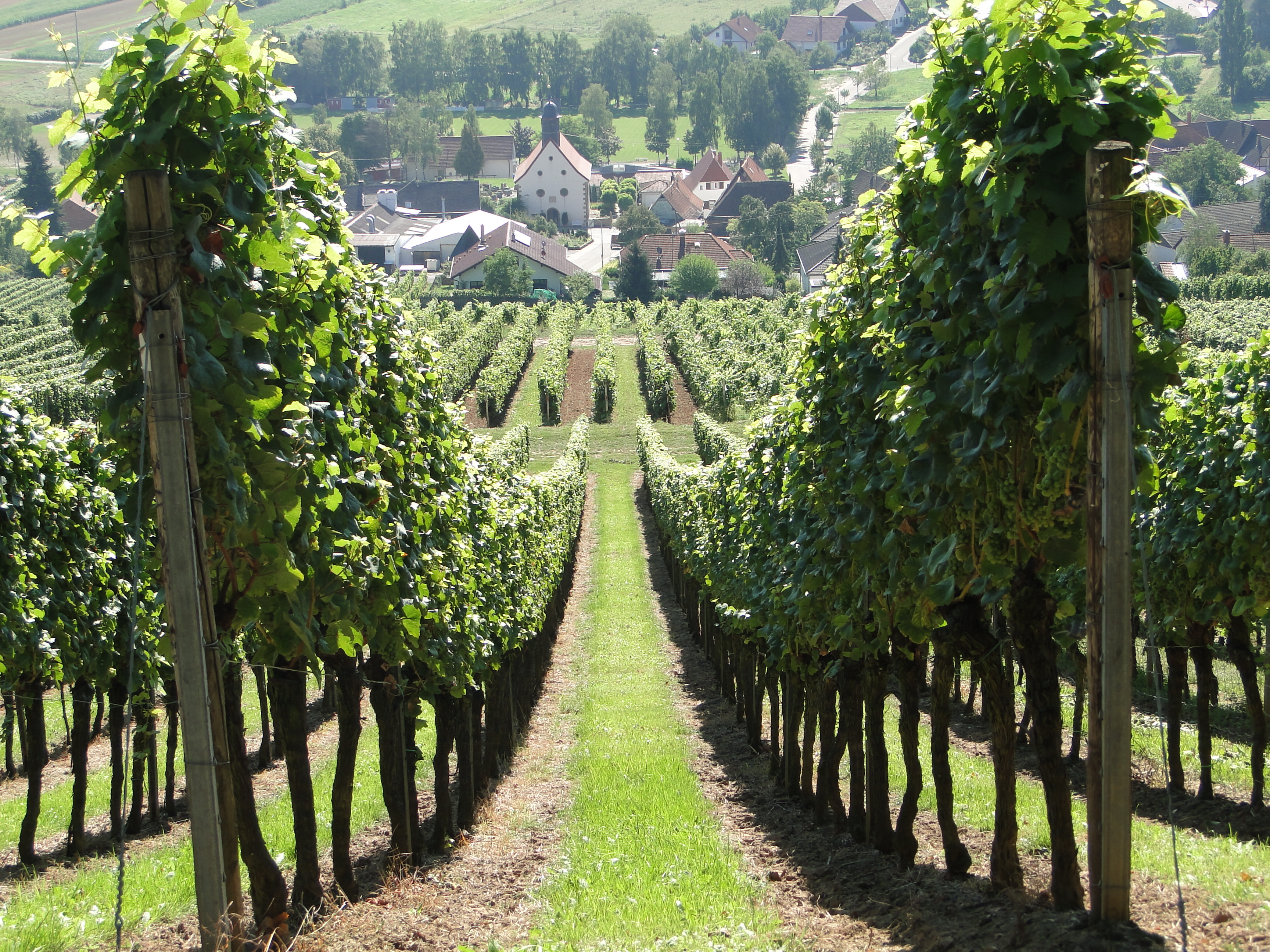
Rebzeilen bei Pleisweiler

Die Liste der Weinlagen der Pfalz enthält die Weinlagen des pfälzischen Weinanbaugebiets in Rheinland-Pfalz. Die Weinlagen bezeichnen die geografische Herkunft für Qualitätswein b. A., Qualitätsperlwein b. A. und Qualitätsschaumwein b. A. (Sekt b. A.). Sie werden in der Weinbergsrolle der Landwirtschaftskammer Rheinland-Pfalz geführt.
Das Weinanbaugebiet Pfalz gliedert sich in die beiden Weinbaubereiche Mittelhaardt/Deutsche Weinstraße und Südliche Weinstraße; die bestockte Rebfläche beläuft sich auf etwa 230 km². Das Anbaugebiet umfasst 25 Groß- und 375 Einzellagen.

## Einteilung
Gesetzliche Grundlagen für die Einteilung in Groß- und Einzellagen sind folgende:
- das Landesgesetz über die Festsetzung von Lagen und Bereichen und über die Weinbergsrolle (Weinlagengesetz) vom 1. Juni 1970
- die Weinverordnung vom 9. Mai 1995 (§29)
- das Weingesetz vom 16. Mai 2001 (§23, Absätze 3 und 4)

## Großlagen
Die nachfolgende Liste enthält alle Großlagen des Weinbaugebiets sowie den Weinbaubereich und die Gemeinden, zu der sie gehören. Die Liste ist nach Lagenamen, Anbaubereichsnamen und Gemeindenamen sortierbar.
| Lage                            | Weinbaubereich                   | Gemeinde                     |
| ------------------------------- | -------------------------------- | ---------------------------- |
| Bischofskreuz                   | Südliche Weinstraße              | Walsheim                     |
| Guttenberg                      | Südliche Weinstraße              | Schweigen                    |
| Kloster Liebfrauenberg          | Südliche Weinstraße              | Bad Bergzabern               |
| Königsgarten                    | Südliche Weinstraße              | Godramstein                  |
| Mandelhöhe                      | Südliche Weinstraße              | Maikammer                    |
| Ordensgut                       | Südliche Weinstraße              | Edesheim                     |
| Herrlich                        | Südliche Weinstraße              | Eschbach (Pfalz)             |
| Schloß Ludwigshöhe              | Südliche Weinstraße              | Edenkoben                    |
| Trappenberg                     | Südliche Weinstraße              | Hochstadt (Pfalz)            |
| Feuerberg                       | Mittelhaardt/Deutsche Weinstraße | Bad Dürkheim                 |
| Grafenstück                     | Mittelhaardt/Deutsche Weinstraße | Bockenheim an der Weinstraße |
| Hochmess                        | Mittelhaardt/Deutsche Weinstraße | Bad Dürkheim                 |
| Höllenpfad                      | Mittelhaardt/Deutsche Weinstraße | Grünstadt                    |
| Hofstück                        | Mittelhaardt/Deutsche Weinstraße | Deidesheim                   |
| Honigsäckel                     | Mittelhaardt/Deutsche Weinstraße | Ungstein                     |
| Kobnert                         | Mittelhaardt/Deutsche Weinstraße | Kallstadt                    |
| Mariengarten                    | Mittelhaardt/Deutsche Weinstraße | Forst an der Weinstraße      |
| Meerspinne                      | Mittelhaardt/Deutsche Weinstraße | Gimmeldingen                 |
| Pfaffengrund                    | Mittelhaardt/Deutsche Weinstraße | Diedesfeld                   |
| Rebstöckl                       | Mittelhaardt/Deutsche Weinstraße | Diedesfeld                   |
| Rosenbühl                       | Mittelhaardt/Deutsche Weinstraße | Freinsheim                   |
| Schenkenböhl                    | Mittelhaardt/Deutsche Weinstraße | Wachenheim an der Weinstraße |
| Schnepfenflug an der Weinstraße | Mittelhaardt/Deutsche Weinstraße | Forst an der Weinstraße      |
| Schnepfenflug vom Zellertal     | Mittelhaardt/Deutsche Weinstraße | Zellertal                    |
| Schwarzerde                     | Mittelhaardt/Deutsche Weinstraße | Kirchheim an der Weinstraße  |

## Einzellagen
Die nachfolgende Liste enthält alle Einzellagen des Weinbaugebietes, sowie den Weinbaubereich und die Großlage, zu der sie gehören. Die Spalte Gemeinde nennt den Ortsnamen, zu dem die Weinlage gehört. Die Liste ist nach Lagenamen, Weinbaubereichsnamen, Großlagenamen und Gemeindenamen sortierbar.
| Lage                              | Weinbaubereich                   | Großlage                        | Gemeinde                          |
| --------------------------------- | -------------------------------- | ------------------------------- | --------------------------------- |
| Abtsberg                          | Südliche Weinstraße              | Herrlich                        | Impflingen                        |
| Abtsfronhof                       | Mittelhaardt/Deutsche Weinstraße | Schenkenböhl                    | Bad Dürkheim                      |
| Altenberg                         | Südliche Weinstraße              | Kloster Liebfrauenberg          | Bad Bergzabern                    |
| Altenberg                         | Mittelhaardt/Deutsche Weinstraße | Rosenbühl                       | Weisenheim am Sand                |
| Altenburg                         | Mittelhaardt/Deutsche Weinstraße | Mariengarten                    | Wachenheim an der Weinstraße      |
| Altenforst                        | Südliche Weinstraße              | Bischofskreuz                   | Burrweiler                        |
| Alter Berg                        | Südliche Weinstraße              | Trappenberg                     | Römerberg (Pfalz)                 |
| Altes Löhl                        | Südliche Weinstraße              | Königsgarten                    | Landau in der Pfalz               |
| Am Gaisberg                       | Südliche Weinstraße              | Herrlich                        | Herxheimweyher                    |
| Annaberg                          | Mittelhaardt/Deutsche Weinstraße | Feuerberg                       | Kallstadt                         |
| Baron                             | Südliche Weinstraße              | Schloß Ludwigshöhe              | Sankt Martin (Pfalz)              |
| Belz                              | Mittelhaardt/Deutsche Weinstraße | Mariengarten                    | Wachenheim an der Weinstraße      |
| Benn                              | Mittelhaardt/Deutsche Weinstraße | Grafenstück                     | Obrigheim (Pfalz)                 |
| Berg                              | Mittelhaardt/Deutsche Weinstraße | Pfaffengrund                    | Neustadt an der Weinstraße        |
| Bergel                            | Südliche Weinstraße              | Schloß Ludwigshöhe              | Edenkoben                         |
| Bergel                            | Mittelhaardt/Deutsche Weinstraße | Höllenpfad                      | Grünstadt                         |
| Bettelhaus                        | Mittelhaardt/Deutsche Weinstraße | Kobnert                         | Bad Dürkheim                      |
| Biengarten                        | Südliche Weinstraße              | Königsgarten                    | Frankweiler                       |
| Biengarten                        | Mittelhaardt/Deutsche Weinstraße | Meerspinne                      | Neustadt an der Weinstraße        |
| Bildberg                          | Südliche Weinstraße              | Trappenberg                     | Freimersheim (Pfalz)              |
| Bischofsgarten                    | Mittelhaardt/Deutsche Weinstraße | Schnepfenflug an der Weinstraße | Forst an der Weinstraße           |
| Bischofsgarten                    | Mittelhaardt/Deutsche Weinstraße | Schnepfenflug an der Weinstraße | Wachenheim an der Weinstraße      |
| Bischofsgarten                    | Mittelhaardt/Deutsche Weinstraße | Schnepfenflug an der Weinstraße | Friedelsheim                      |
| Bischofsweg                       | Mittelhaardt/Deutsche Weinstraße | Meerspinne                      | Neustadt an der Weinstraße        |
| Blücherhöhe                       | Südliche Weinstraße              | Schloß Ludwigshöhe              | Edenkoben                         |
| Breinsberg                        | Mittelhaardt/Deutsche Weinstraße | Schnepfenflug vom Zellertal     | Rüssingen                         |
| Bründelsberg                      | Südliche Weinstraße              | Trappenberg                     | Schwegenheim                      |
| Bründelsberg                      | Südliche Weinstraße              | Trappenberg                     | Lingenfeld                        |
| Bräunersberg                      | Mittelhaardt/Deutsche Weinstraße | Schnepfenflug vom Zellertal     | Ottersheim                        |
| Bubeneck                          | Mittelhaardt/Deutsche Weinstraße | Feuerberg                       | Ellerstadt                        |
| Burggarten                        | Mittelhaardt/Deutsche Weinstraße | Grafenstück                     | Bockenheim an der Weinstraße      |
| Burgweg                           | Mittelhaardt/Deutsche Weinstraße | Grafenstück                     | Kindenheim                        |
| Burgweg                           | Mittelhaardt/Deutsche Weinstraße | Rosenbühl                       | Weisenheim am Sand                |
| Burgweg                           | Mittelhaardt/Deutsche Weinstraße | Rosenbühl                       | Lambsheim                         |
| Burgweg                           | Mittelhaardt/Deutsche Weinstraße | Schwarzerde                     | Großkarlbach                      |
| Bürgergarten                      | Mittelhaardt/Deutsche Weinstraße | Meerspinne                      | Neustadt an der Weinstraße        |
| Böhlig                            | Mittelhaardt/Deutsche Weinstraße | Mariengarten                    | Wachenheim an der Weinstraße      |
| Doktor                            | Südliche Weinstraße              | Trappenberg                     | Venningen                         |
| Elster                            | Mittelhaardt/Deutsche Weinstraße | Mariengarten                    | Forst an der Weinstraße           |
| Engelsberg                        | Südliche Weinstraße              | Herrlich                        | Herxheim bei Landau               |
| Erkenbrecht                       | Mittelhaardt/Deutsche Weinstraße | Rebstöckel                      | Neustadt an der Weinstraße        |
| Eselsbuckel                       | Südliche Weinstraße              | Guttenberg                      | Niederotterbach                   |
| Eselshaut                         | Mittelhaardt/Deutsche Weinstraße | Meerspinne                      | Neustadt an der Weinstraße        |
| Feuermännchen                     | Mittelhaardt/Deutsche Weinstraße | Höllenpfad                      | Neuleiningen                      |
| Forst                             | Südliche Weinstraße              | Ordensgut                       | Edesheim                          |
| Frauenländchen                    | Mittelhaardt/Deutsche Weinstraße | Höllenpfad                      | Kleinkarlbach                     |
| Freundstück                       | Mittelhaardt/Deutsche Weinstraße | Mariengarten                    | Forst an der Weinstraße           |
| Frohnwingert                      | Südliche Weinstraße              | Kloster Liebfrauenberg          | Oberhausen                        |
| Fronhof                           | Mittelhaardt/Deutsche Weinstraße | Schenkenböhl                    | Bad Dürkheim                      |
| Frühmess                          | Südliche Weinstraße              | Kloster Liebfrauenberg          | Gleiszellen-Gleishorbach          |
| Fuchsloch                         | Mittelhaardt/Deutsche Weinstraße | Hofstück                        | Hochdorf-Assenheim                |
| Fuchsloch                         | Mittelhaardt/Deutsche Weinstraße | Hofstück                        | Rödersheim-Gronau                 |
| Fuchsloch                         | Mittelhaardt/Deutsche Weinstraße | Hofstück                        | Hochdorf-Assenheim                |
| Fuchsmantel                       | Mittelhaardt/Deutsche Weinstraße | Schenkenböhl                    | Bad Dürkheim                      |
| Fuchsmantel                       | Mittelhaardt/Deutsche Weinstraße | Schenkenböhl                    | Wachenheim an der Weinstraße      |
| Gaisböhl                          | Mittelhaardt/Deutsche Weinstraße | Hofstück                        | Ruppertsberg                      |
| Galgenberg                        | Südliche Weinstraße              | Guttenberg                      | Kandel (Pfalz)                    |
| Geißkopf                          | Mittelhaardt/Deutsche Weinstraße | Schwarzerde                     | Kirchheim an der Weinstraße       |
| Gerümpel                          | Mittelhaardt/Deutsche Weinstraße | Hofstück                        | Friedelsheim                      |
| Gerümpel                          | Mittelhaardt/Deutsche Weinstraße | Mariengarten                    | Wachenheim an der Weinstraße      |
| Glockenzehnt                      | Mittelhaardt/Deutsche Weinstraße | Meerspinne                      | Neustadt an der Weinstraße        |
| Goldberg                          | Mittelhaardt/Deutsche Weinstraße | Höllenpfad                      | Grünstadt                         |
| Goldberg                          | Mittelhaardt/Deutsche Weinstraße | Rosenbühl                       | Erpolzheim                        |
| Goldberg                          | Mittelhaardt/Deutsche Weinstraße | Rosenbühl                       | Weisenheim am Sand                |
| Goldberg                          | Mittelhaardt/Deutsche Weinstraße | Rosenbühl                       | Freinsheim                        |
| Goldberg                          | Mittelhaardt/Deutsche Weinstraße | Schwarzerde                     | Bissersheim                       |
| Goldbächel                        | Mittelhaardt/Deutsche Weinstraße | Mariengarten                    | Wachenheim an der Weinstraße      |
| Goldgrube                         | Mittelhaardt/Deutsche Weinstraße | Grafenstück                     | Bockenheim an der Weinstraße      |
| Goldloch                          | Mittelhaardt/Deutsche Weinstraße | Schnepfenflug vom Zellertal     | Gauersheim                        |
| Gollenberg                        | Südliche Weinstraße              | Trappenberg                     | Bellheim                          |
| Gollenberg                        | Südliche Weinstraße              | Trappenberg                     | Knittelsheim                      |
| Gottesacker                       | Südliche Weinstraße              | Trappenberg                     | Altdorf (Pfalz)                   |
| Grafenstück (GL)                  | Mittelhaardt/Deutsche Weinstraße | Grafenstück                     | Obrigheim (Pfalz)                 |
| Grain                             | Mittelhaardt/Deutsche Weinstraße | Rebstöckel                      | Neustadt an der Weinstraße.       |
| Grainhübel                        | Mittelhaardt/Deutsche Weinstraße | Mariengarten                    | Deidesheim                        |
| Gräfenberg                        | Südliche Weinstraße              | Guttenberg                      | Freckenfeld                       |
| Gässel                            | Mittelhaardt/Deutsche Weinstraße | Pfaffengrund                    | Neustadt an der Weinstraße        |
| Hahnen                            | Mittelhaardt/Deutsche Weinstraße | Rosenbühl                       | Weisenheim am Sand                |
| Hahnenkamm                        | Mittelhaardt/Deutsche Weinstraße | Schnepfenflug vom Zellertal     | Bubenheim (Pfalz)                 |
| Halde                             | Mittelhaardt/Deutsche Weinstraße | Rosenbühl                       | Weisenheim am Sand                |
| Hasen                             | Südliche Weinstraße              | Herrlich                        | Eschbach (Pfalz)                  |
| Hasenzeile                        | Mittelhaardt/Deutsche Weinstraße | Rosenbühl                       | Weisenheim am Sand                |
| Haßmannsberg                      | Mittelhaardt/Deutsche Weinstraße | Grafenstück                     | Bockenheim an der Weinstraße      |
| Heidegarten                       | Südliche Weinstraße              | Schloß Ludwigshöhe              | Edenkoben                         |
| Heilig Kreuz                      | Südliche Weinstraße              | Schloß Ludwigshöhe              | Edenkoben                         |
| Heiligen Kirche                   | Mittelhaardt/Deutsche Weinstraße | Grafenstück                     | Bockenheim an der Weinstraße      |
| Heiligenberg                      | Südliche Weinstraße              | Mandelhöhe                      | Maikammer                         |
| Heiligenborn                      | Mittelhaardt/Deutsche Weinstraße | Schnepfenflug vom Zellertal     | Albisheim (Pfrimm)                |
| Heilighäuschen                    | Mittelhaardt/Deutsche Weinstraße | Schnepfenflug vom Zellertal     | Stetten (Pfalz)                   |
| Held                              | Mittelhaardt/Deutsche Weinstraße | Schwarzerde                     | Bissersheim                       |
| Herrenberg                        | Südliche Weinstraße              | Bischofskreuz                   | Landau in der Pfalz               |
| Herrenberg                        | Südliche Weinstraße              | Guttenberg                      | Minfeld                           |
| Herrenberg                        | Mittelhaardt/Deutsche Weinstraße | Höllenpfad                      | Kleinkarlbach                     |
| Herrenberg                        | Mittelhaardt/Deutsche Weinstraße | Honigsäckel                     | Bad Dürkheim                      |
| Herrenbuckel                      | Südliche Weinstraße              | Bischofskreuz                   | Flemlingen                        |
| Herrenletten                      | Mittelhaardt/Deutsche Weinstraße | Meerspinne                      | Neustadt an der Weinstraße        |
| Herrenmorgen                      | Mittelhaardt/Deutsche Weinstraße | Feuerberg                       | Bad Dürkheim                      |
| Herrenpfad                        | Südliche Weinstraße              | Kloster Liebfrauenberg          | Heuchelheim-Klingen               |
| Herrenpfad                        | Südliche Weinstraße              | Kloster Liebfrauenberg          | Göcklingen                        |
| Herrenwingert                     | Südliche Weinstraße              | Guttenberg                      | Steinfeld                         |
| Herrgottsacker                    | Mittelhaardt/Deutsche Weinstraße | Höllenpfad                      | Kleinkarlbach                     |
| Herrgottsacker                    | Mittelhaardt/Deutsche Weinstraße | Mariengarten                    | Deidesheim                        |
| Herrgottsacker                    | Mittelhaardt/Deutsche Weinstraße | Schwarzerde                     | Dirmstein                         |
| Herrgottsblick                    | Mittelhaardt/Deutsche Weinstraße | Schnepfenflug vom Zellertal     | Zellertal                         |
| Herzfeld                          | Mittelhaardt/Deutsche Weinstraße | Kobnert                         | Bad Dürkheim                      |
| Herzog                            | Mittelhaardt/Deutsche Weinstraße | Meerspinne                      | Neustadt an der Weinstraße        |
| Himmelreich                       | Mittelhaardt/Deutsche Weinstraße | Kobnert                         | Herxheim am Berg                  |
| Hochbenn                          | Mittelhaardt/Deutsche Weinstraße | Hochmeß                         | Bad Dürkheim                      |
| Hochgericht                       | Südliche Weinstraße              | Trappenberg                     | Altdorf                           |
| Hochgericht                       | Mittelhaardt/Deutsche Weinstraße | Grafenstück                     | Obrigheim (Pfalz)                 |
| Hoheburg                          | Mittelhaardt/Deutsche Weinstraße | Hofstück                        | Ruppertsberg                      |
| Hohenmorgen                       | Mittelhaardt/Deutsche Weinstraße | Mariengarten                    | Deidesheim                        |
| Hohenrain                         | Südliche Weinstraße              | Bischofskreuz                   | Knöringen                         |
| Honigsack                         | Mittelhaardt/Deutsche Weinstraße | Höllenpfad                      | Grünstadt                         |
| Honigsack                         | Mittelhaardt/Deutsche Weinstraße | Kobnert                         | Herxheim am Berg                  |
| Hütt                              | Mittelhaardt/Deutsche Weinstraße | Höllenpfad                      | Grünstadt                         |
| Höhe                              | Südliche Weinstraße              | Bischofskreuz                   | Landau in der Pfalz               |
| Hölle                             | Südliche Weinstraße              | Bischofskreuz                   | Gleisweiler                       |
| Idig                              | Mittelhaardt/Deutsche Weinstraße | Meerspinne                      | Neustadt an der Weinstraße        |
| Im Sonnenschein                   | Südliche Weinstraße              | Königsgarten                    | Siebeldingen                      |
| Immengarten                       | Südliche Weinstraße              | Mandelhöhe                      | Maikammer                         |
| Jesuitengarten                    | Mittelhaardt/Deutsche Weinstraße | Mariengarten                    | Forst an der Weinstraße           |
| Jesuitengarten                    | Mittelhaardt/Deutsche Weinstraße | Meerspinne                      | Neustadt an der Weinstraße        |
| Jesuitenhofgarten                 | Mittelhaardt/Deutsche Weinstraße | Schwarzerde                     | Dirmstein                         |
| Johanniskirchel                   | Mittelhaardt/Deutsche Weinstraße | Rebstöckel                      | Neustadt an der Weinstraße        |
| Johannitergarten                  | Mittelhaardt/Deutsche Weinstraße | Meerspinne                      | Neustadt an der Weinstraße        |
| Kahlenberg                        | Südliche Weinstraße              | Trappenberg                     | Ottersheim bei Landau             |
| Kaiserberg                        | Südliche Weinstraße              | Bischofskreuz                   | Landau in der Pfalz               |
| Kaiserberg                        | Südliche Weinstraße              | Herrlich                        | Göcklingen                        |
| Kalkberg                          | Mittelhaardt/Deutsche Weinstraße | Pfaffengrund                    | Neustadt an der Weinstraße        |
| Kalkgrube                         | Südliche Weinstraße              | Königsgarten                    | Frankweiler                       |
| Kalkofen                          | Mittelhaardt/Deutsche Weinstraße | Kobnert                         | Bad Dürkheim                      |
| Kalkofen                          | Mittelhaardt/Deutsche Weinstraße | Mariengarten                    | Deidesheim                        |
| Kapelle                           | Südliche Weinstraße              | Ordensgut                       | Hainfeld (Pfalz)                  |
| Kapellenberg                      | Südliche Weinstraße              | Mandelhöhe                      | Maikammer                         |
| Kapellenberg                      | Mittelhaardt/Deutsche Weinstraße | Meerspinne                      | Neustadt an der Weinstraße        |
| Kapellenberg                      | Mittelhaardt/Deutsche Weinstraße | Schwarzerde                     | Laumersheim                       |
| Kapellgarten                      | Mittelhaardt/Deutsche Weinstraße | Kobnert                         | Dackenheim                        |
| Kastanienbusch                    | Südliche Weinstraße              | Königsgarten                    | Birkweiler                        |
| Kastaniengarten                   | Südliche Weinstraße              | Schloß Ludwigshöhe              | Edenkoben                         |
| Katzenstein                       | Mittelhaardt/Deutsche Weinstraße | Grafenstück                     | Kindenheim                        |
| Kieselberg                        | Mittelhaardt/Deutsche Weinstraße | Feuerberg                       | Bobenheim am Berg                 |
| Kieselberg                        | Mittelhaardt/Deutsche Weinstraße | Höllenpfad                      | Kleinkarlbach                     |
| Kieselberg                        | Mittelhaardt/Deutsche Weinstraße | Mariengarten                    | Deidesheim                        |
| Kieselberg                        | Mittelhaardt/Deutsche Weinstraße | Rosenbühl                       | Erpolzheim                        |
| Kirchberg                         | Südliche Weinstraße              | Kloster Liebfrauenberg          | Barbelroth                        |
| Kirchberg                         | Südliche Weinstraße              | Kloster Liebfrauenberg          | Gleiszellen-Gleishorbach          |
| Kirchberg                         | Südliche Weinstraße              | Schloß Ludwigshöhe              | Edenkoben                         |
| Kirchberg                         | Südliche Weinstraße              | Schloß Ludwigshöhe              | Sankt Martin (Pfalz)              |
| Kirchberg                         | Südliche Weinstraße              | Trappenberg                     | Kleinfischlingen                  |
| Kirchberg                         | Südliche Weinstraße              | Trappenberg                     | Großfischlingen                   |
| Kirchenstück                      | Südliche Weinstraße              | Bischofskreuz                   | Landau in der Pfalz               |
| Kirchenstück                      | Südliche Weinstraße              | Mandelhöhe                      | Maikammer                         |
| Kirchenstück                      | Südliche Weinstraße              | Ordensgut                       | Hainfeld (Pfalz)                  |
| Kirchenstück                      | Mittelhaardt/Deutsche Weinstraße | Hofstück                        | Gönnheim                          |
| Kirchenstück                      | Mittelhaardt/Deutsche Weinstraße | Hofstück                        | Ellerstadt                        |
| Kirchenstück                      | Mittelhaardt/Deutsche Weinstraße | Kobnert                         | Herxheim am Berg                  |
| Kirchenstück                      | Mittelhaardt/Deutsche Weinstraße | Kobnert                         | Bad Dürkheim                      |
| Kirchenstück                      | Mittelhaardt/Deutsche Weinstraße | Mariengarten                    | Forst an der Weinstraße           |
| Kirchhöh                          | Südliche Weinstraße              | Guttenberg                      | Dierbach                          |
| Kirschgarten                      | Mittelhaardt/Deutsche Weinstraße | Kobnert                         | Erpolzheim                        |
| Kirschgarten                      | Mittelhaardt/Deutsche Weinstraße | Schwarzerde                     | Laumersheim                       |
| Klostergarten                     | Südliche Weinstraße              | Schloß Ludwigshöhe              | Edenkoben                         |
| Klostergarten                     | Südliche Weinstraße              | Trappenberg                     | Lustadt                           |
| Klostergarten                     | Südliche Weinstraße              | Trappenberg                     | Zeiskam                           |
| Klostergarten                     | Südliche Weinstraße              | Trappenberg                     | Lustadt                           |
| Klostergarten                     | Mittelhaardt/Deutsche Weinstraße | Höllenpfad                      | Grünstadt                         |
| Klostergarten                     | Mittelhaardt/Deutsche Weinstraße | Hofstück                        | Gönnheim                          |
| Klostergarten                     | Mittelhaardt/Deutsche Weinstraße | Hofstück                        | Niederkirchen bei Deidesheim      |
| Klosterpfad                       | Südliche Weinstraße              | Ordensgut                       | Rhodt unter Rietburg              |
| Klosterschaffnerei                | Mittelhaardt/Deutsche Weinstraße | Grafenstück                     | Bockenheim an der Weinstraße      |
| Klosterstück                      | Mittelhaardt/Deutsche Weinstraße | Schnepfenflug vom Zellertal     | Einselthum                        |
| Klosterstück                      | Mittelhaardt/Deutsche Weinstraße | Schnepfenflug vom Zellertal     | Zellertal                         |
| Klosterweg                        | Mittelhaardt/Deutsche Weinstraße | Schwarzerde                     | Gerolsheim                        |
| Krapfenberg                       | Südliche Weinstraße              | Guttenberg                      | Vollmersweiler                    |
| Kreidkeller                       | Mittelhaardt/Deutsche Weinstraße | Feuerberg                       | Kallstadt                         |
| Kreuz                             | Mittelhaardt/Deutsche Weinstraße | Schnepfenflug an der Weinstraße | Friedelsheim                      |
| Kreuz                             | Mittelhaardt/Deutsche Weinstraße | Schwarzerde                     | Kirchheim an der Weinstraße       |
| Kreuzberg                         | Mittelhaardt/Deutsche Weinstraße | Pfaffengrund                    | Neustadt an der Weinstraße        |
| Kreuzberg                         | Mittelhaardt/Deutsche Weinstraße | Schnepfenflug vom Zellertal     | Zellertal                         |
| Kreuzberg                         | Mittelhaardt/Deutsche Weinstraße | Schnepfenflug vom Zellertal     | Einselthum                        |
| Kroatenpfad                       | Mittelhaardt/Deutsche Weinstraße | Pfaffengrund                    | Neustadt an der Weinstraße        |
| Kronenberg                        | Mittelhaardt/Deutsche Weinstraße | Kobnert                         | Kallstadt                         |
| Kurfürst                          | Mittelhaardt/Deutsche Weinstraße | Meerspinne                      | Neustadt an der Weinstraße        |
| Königsweg                         | Mittelhaardt/Deutsche Weinstraße | Schnepfenflug vom Zellertal     | Zellertal                         |
| Königswingert                     | Mittelhaardt/Deutsche Weinstraße | Schenkenböhl                    | Wachenheim an der Weinstraße      |
| Königsgarten (GL)                 | Südliche Weinstraße              | Königsgarten                    | Annweiler am Trifels              |
| Lange Els                         | Mittelhaardt/Deutsche Weinstraße | Schwarzerde                     | Heßheim                           |
| Langenmorgen                      | Mittelhaardt/Deutsche Weinstraße | Mariengarten                    | Deidesheim                        |
| Langenstein                       | Mittelhaardt/Deutsche Weinstraße | Pfaffengrund                    | Neustadt an der Weinstraße        |
| Latt                              | Südliche Weinstraße              | Königsgarten                    | Albersweiler                      |
| Leinhöhle                         | Mittelhaardt/Deutsche Weinstraße | Mariengarten                    | Deidesheim                        |
| Leisböhl                          | Mittelhaardt/Deutsche Weinstraße | Hofstück                        | Haßloch                           |
| Lerchenberg                       | Südliche Weinstraße              | Guttenberg                      | Kapsweyer                         |
| Lerchenböhl                       | Mittelhaardt/Deutsche Weinstraße | Pfaffengrund                    | Neustadt an der Weinstraße        |
| Lerchenspiel                      | Mittelhaardt/Deutsche Weinstraße | Schwarzerde                     | Gerolsheim                        |
| Letten                            | Südliche Weinstraße              | Ordensgut                       | Hainfeld (Pfalz)                  |
| Letten                            | Mittelhaardt/Deutsche Weinstraße | Schnepfenflug an der Weinstraße | Deidesheim                        |
| Liebesbrunnen                     | Mittelhaardt/Deutsche Weinstraße | Kobnert                         | Dackenheim                        |
| Linsenbusch                       | Mittelhaardt/Deutsche Weinstraße | Hofstück                        | Meckenheim (Pfalz)                |
| Linsenbusch                       | Mittelhaardt/Deutsche Weinstraße | Hofstück                        | Ruppertsberg                      |
| Luginsland                        | Mittelhaardt/Deutsche Weinstraße | Schnepfenflug an der Weinstraße | Wachenheim an der Weinstraße      |
| Mandelberg                        | Südliche Weinstraße              | Königsgarten                    | Birkweiler                        |
| Mandelberg                        | Südliche Weinstraße              | Mandelhöhe                      | Kirrweiler (Pfalz)                |
| Mandelberg                        | Mittelhaardt/Deutsche Weinstraße | Pfaffengrund                    | Neustadt an der Weinstraße        |
| Mandelgarten                      | Mittelhaardt/Deutsche Weinstraße | Hofstück                        | Gönnheim                          |
| Mandelgarten                      | Mittelhaardt/Deutsche Weinstraße | Kobnert                         | Weisenheim am Berg                |
| Mandelgarten                      | Mittelhaardt/Deutsche Weinstraße | Meerspinne                      | Neustadt an der Weinstraße        |
| Mandelgarten                      | Mittelhaardt/Deutsche Weinstraße | Schenkenböhl                    | Wachenheim an der Weinstraße      |
| Mandelhang                        | Südliche Weinstraße              | Ordensgut                       | Edesheim                          |
| Mandelpfad                        | Südliche Weinstraße              | Kloster Liebfrauenberg          | Rohrbach (Pfalz)                  |
| Mandelpfad                        | Südliche Weinstraße              | Kloster Liebfrauenberg          | Billigheim-Ingenheim              |
| Mandelpfad                        | Mittelhaardt/Deutsche Weinstraße | Grafenstück                     | Obrigheim (Pfalz)                 |
| Mandelpfad                        | Mittelhaardt/Deutsche Weinstraße | Schwarzerde                     | Dirmstein                         |
| Mandelring                        | Mittelhaardt/Deutsche Weinstraße | Meerspinne                      | Neustadt an der Weinstraße        |
| Mandelröth                        | Mittelhaardt/Deutsche Weinstraße | Kobnert                         | Dackenheim                        |
| Maria Magdalena                   | Südliche Weinstraße              | Kloster Liebfrauenberg          | Klingenmünster                    |
| Martinshöhe                       | Mittelhaardt/Deutsche Weinstraße | Feuerberg                       | Gönnheim                          |
| Michelsberg                       | Südliche Weinstraße              | Ordensgut                       | Weyher in der Pfalz               |
| Michelsberg                       | Mittelhaardt/Deutsche Weinstraße | Hochmeß                         | Bad Dürkheim                      |
| Musenhang                         | Mittelhaardt/Deutsche Weinstraße | Mariengarten                    | Forst an der Weinstraße           |
| Musikantenbuckel                  | Mittelhaardt/Deutsche Weinstraße | Kobnert                         | Freinsheim                        |
| Mühlberg                          | Südliche Weinstraße              | Schloß Ludwigshöhe              | Edenkoben                         |
| Münzberg                          | Südliche Weinstraße              | Königsgarten                    | Landau in der Pfalz               |
| Mütterle                          | Südliche Weinstraße              | Herrlich                        | Landau in der Pfalz               |
| Mäushöhle                         | Mittelhaardt/Deutsche Weinstraße | Mariengarten                    | Deidesheim                        |
| Mönchgarten                       | Mittelhaardt/Deutsche Weinstraße | Meerspinne                      | Neustadt an der Weinstraße        |
| Mönchspfad                        | Südliche Weinstraße              | Königsgarten                    | Siebeldingen                      |
| Narrenberg                        | Südliche Weinstraße              | Kloster Liebfrauenberg          | Winden (Pfalz)                    |
| Narrenberg                        | Südliche Weinstraße              | Kloster Liebfrauenberg          | Hergersweiler                     |
| Narrenberg                        | Südliche Weinstraße              | Trappenberg                     | Römerberg (Pfalz)                 |
| Neuberg                           | Südliche Weinstraße              | Trappenberg                     | Bornheim (Pfalz)                  |
| Neuberg                           | Mittelhaardt/Deutsche Weinstraße | Hofstück                        | Meckenheim (Pfalz)                |
| Nonnengarten                      | Mittelhaardt/Deutsche Weinstraße | Feuerberg                       | Bad Dürkheim                      |
| Nonnenstück                       | Mittelhaardt/Deutsche Weinstraße | Hofstück                        | Deidesheim                        |
| Nußbien                           | Mittelhaardt/Deutsche Weinstraße | Hofstück                        | Ruppertsberg                      |
| Nußriegel                         | Mittelhaardt/Deutsche Weinstraße | Honigsäckel                     | Bad Dürkheim                      |
| Oberschloss                       | Südliche Weinstraße              | Mandelhöhe                      | Kirrweiler (Pfalz)                |
| Odinstal                          | Mittelhaardt/Deutsche Weinstraße | Schenkenböhl                    | Wachenheim an der Weinstraße      |
| Ohligpfad                         | Mittelhaardt/Deutsche Weinstraße | Feuerberg                       | Bobenheim am Berg                 |
| Orlenberg                         | Mittelhaardt/Deutsche Weinstraße | Schwarzerde                     | Bissersheim                       |
| Ortelberg                         | Südliche Weinstraße              | Trappenberg                     | Böbingen (Pfalz)                  |
| Oschelskopf                       | Mittelhaardt/Deutsche Weinstraße | Kobnert                         | Freinsheim                        |
| Osterberg                         | Südliche Weinstraße              | Trappenberg                     | Essingen (Pfalz)                  |
| Osterberg                         | Mittelhaardt/Deutsche Weinstraße | Kobnert                         | Bad Dürkheim                      |
| Osterberg                         | Mittelhaardt/Deutsche Weinstraße | Schwarzerde                     | Großkarlbach                      |
| Ölberg                            | Mittelhaardt/Deutsche Weinstraße | Meerspinne                      | Neustadt an der Weinstraße        |
| Ölgässel                          | Mittelhaardt/Deutsche Weinstraße | Rebstöckel                      | Neustadt an der Weinstraße        |
| Paradies                          | Mittelhaardt/Deutsche Weinstraße | Rebstöckel                      | Neustadt an der Weinstraße        |
| Paradiesgarten                    | Mittelhaardt/Deutsche Weinstraße | Mariengarten                    | Deidesheim                        |
| Pechstein                         | Mittelhaardt/Deutsche Weinstraße | Mariengarten                    | Forst an der Weinstraße           |
| Pfaffenberg                       | Südliche Weinstraße              | Kloster Liebfrauenberg          | Billigheim-Ingenheim              |
| Pfaffenberg                       | Südliche Weinstraße              | Herrlich                        | Landau in der Pfalz               |
| Rechbächel                        | Mittelhaardt/Deutsche Weinstraße | Mariengarten                    | Wachenheim an der Weinstraße      |
| Reiterpfad                        | Mittelhaardt/Deutsche Weinstraße | Hofstück                        | Ruppertsberg                      |
| Reiterpfad                        | Mittelhaardt/Deutsche Weinstraße | Meerspinne                      | Neustadt an der Weinstraße        |
| Rittergarten                      | Mittelhaardt/Deutsche Weinstraße | Hochmeß                         | Bad Dürkheim                      |
| Rittersberg                       | Südliche Weinstraße              | Herrlich                        | Ilbesheim bei Landau in der Pfalz |
| Rosenberg                         | Südliche Weinstraße              | Kloster Liebfrauenberg          | Billigheim-Ingenheim              |
| Rosenberg                         | Südliche Weinstraße              | Kloster Liebfrauenberg          | Steinweiler                       |
| Rosenberg                         | Südliche Weinstraße              | Königsgarten                    | Siebeldingen                      |
| Rosenberg                         | Südliche Weinstraße              | Königsgarten                    | Birkweiler                        |
| Rosenberg                         | Südliche Weinstraße              | Königsgarten                    | Landau in der Pfalz               |
| Rosengarten                       | Südliche Weinstraße              | Kloster Liebfrauenberg          | Kapellen-Drusweiler               |
| Rosengarten                       | Südliche Weinstraße              | Ordensgut                       | Edesheim                          |
| Rosengarten                       | Südliche Weinstraße              | Ordensgut                       | Rhodt unter Rietburg              |
| Rosengarten                       | Mittelhaardt/Deutsche Weinstraße | Grafenstück                     | Obrigheim (Pfalz)                 |
| Rosengarten                       | Mittelhaardt/Deutsche Weinstraße | Hofstück                        | Friedelsheim                      |
| Rosenkranz                        | Südliche Weinstraße              | Bischofskreuz                   | Böchingen                         |
| Rosenkränzel                      | Südliche Weinstraße              | Bischofskreuz                   | Roschbach                         |
| RoterBerg                         | Südliche Weinstraße              | Trappenberg                     | Hochstadt (Pfalz)                 |
| RoterBerg                         | Südliche Weinstraße              | Trappenberg                     | Hochstadt (Pfalz)                 |
| Roßberg                           | Südliche Weinstraße              | Trappenberg                     | Essingen (Pfalz)                  |
| Römerbrunnen                      | Mittelhaardt/Deutsche Weinstraße | Pfaffengrund                    | Neustadt an der Weinstraße        |
| Römerstraße                       | Mittelhaardt/Deutsche Weinstraße | Schwarzerde                     | Kirchheim an der Weinstraße       |
| Römerweg                          | Südliche Weinstraße              | Mandelhöhe                      | Kirrweiler (Pfalz)                |
| Röth                              | Mittelhaardt/Deutsche Weinstraße | Höllenpfad                      | Grünstadt                         |
| Saumagen                          | Mittelhaardt/Deutsche Weinstraße | Kobnert                         | Kallstadt                         |
| Sauschwänzel                      | Südliche Weinstraße              | Kloster Liebfrauenberg          | Billigheim-Ingenheim              |
| Schafberg                         | Mittelhaardt/Deutsche Weinstraße | Schwarzerde                     | Großniedesheim                    |
| Schlittberg                       | Südliche Weinstraße              | Trappenberg                     | Römerberg (Pfalz)                 |
| Schloß                            | Südliche Weinstraße              | Ordensgut                       | Edesheim                          |
| Schloß                            | Mittelhaardt/Deutsche Weinstraße | Grafenstück                     | Obrigheim (Pfalz)                 |
| Schloß                            | Mittelhaardt/Deutsche Weinstraße | Höllenpfad                      | Grünstadt                         |
| Schloß                            | Mittelhaardt/Deutsche Weinstraße | Höllenpfad                      | Grünstadt                         |
| Schloßberg                        | Südliche Weinstraße              | Kloster Liebfrauenberg          | Pleisweiler-Oberhofen             |
| Schloßberg                        | Südliche Weinstraße              | Ordensgut                       | Rhodt unter Rietburg              |
| Schloßberg                        | Südliche Weinstraße              | Trappenberg                     | Weingarten (Pfalz)                |
| Schloßberg                        | Mittelhaardt/Deutsche Weinstraße | Grafenstück                     | Bockenheim an der Weinstraße      |
| Schloßberg                        | Mittelhaardt/Deutsche Weinstraße | Höllenpfad                      | Battenberg (Pfalz)                |
| Schloßberg                        | Mittelhaardt/Deutsche Weinstraße | Höllenpfad                      | Neuleiningen                      |
| Schloßberg                        | Mittelhaardt/Deutsche Weinstraße | Hofstück                        | Niederkirchen bei Deidesheim      |
| Schloßberg                        | Mittelhaardt/Deutsche Weinstraße | Rebstöckel                      | Neustadt an der Weinstraße        |
| Schloßberg                        | Mittelhaardt/Deutsche Weinstraße | Schenkenböhl                    | Wachenheim an der Weinstraße      |
| Schloßberg                        | Mittelhaardt/Deutsche Weinstraße | Schnepfenflug vom Zellertal     | Bolanden                          |
| Schloßgarten                      | Südliche Weinstraße              | Bischofskreuz                   | Burrweiler                        |
| Schloßgarten                      | Mittelhaardt/Deutsche Weinstraße | Schnepfenflug vom Zellertal     | Kirchheimbolanden                 |
| Schloßgarten                      | Mittelhaardt/Deutsche Weinstraße | Schnepfenflug an der Weinstraße | Friedelsheim                      |
| Schloßgarten                      | Mittelhaardt/Deutsche Weinstraße | Schwarzerde                     | Kleinniedesheim                   |
| Schlössel                         | Mittelhaardt/Deutsche Weinstraße | Meerspinne                      | Neustadt an der Weinstraße        |
| Schnepfenpflug vom Zellertal (GL) | Mittelhaardt/Deutsche Weinstraße | Schnepfenpflug vom Zellertal    | Bischheim                         |
| Schnepp                           | Mittelhaardt/Deutsche Weinstraße | Schwarzerde                     | Obersülzen                        |
| Schwarzer Herrgott                | Mittelhaardt/Deutsche Weinstraße | Schnepfenflug vom Zellertal     | Zellertal                         |
| Schwarzer Letten                  | Südliche Weinstraße              | Schloß Ludwigshöhe              | Edenkoben                         |
| Schwarzes Kreuz                   | Mittelhaardt/Deutsche Weinstraße | Kobnert                         | Freinsheim                        |
| Schäfergarten                     | Südliche Weinstraße              | Herrlich                        | Rohrbach (Pfalz)                  |
| Schäfergarten                     | Südliche Weinstraße              | Herrlich                        | Insheim                           |
| Schäwer                           | Südliche Weinstraße              | Bischofskreuz                   | Burrweiler                        |
| Seligmacher                       | Südliche Weinstraße              | Königsgarten                    | Landau in der Pfalz               |
| Seligmacher                       | Südliche Weinstraße              | Königsgarten                    | Ranschbach                        |
| Senn                              | Mittelhaardt/Deutsche Weinstraße | Höllenpfad                      | Kleinkarlbach                     |
| Silberberg                        | Südliche Weinstraße              | Bischofskreuz                   | Walsheim                          |
| Silberberg                        | Südliche Weinstraße              | Kloster Liebfrauenberg          | Niederhorbach                     |
| Sonnenberg                        | Südliche Weinstraße              | Guttenberg                      | Schweighofen                      |
| Sonnenberg                        | Südliche Weinstraße              | Guttenberg                      | Schweigen-Rechtenbach             |
| Sonnenberg                        | Südliche Weinstraße              | Guttenberg                      | Oberotterbach                     |
| Sonnenberg                        | Südliche Weinstraße              | Herrlich                        | Ilbesheim bei Landau in der Pfalz |
| Sonnenberg                        | Südliche Weinstraße              | Herrlich                        | Leinsweiler                       |
| Sonnenberg                        | Südliche Weinstraße              | Trappenberg                     | Essingen (Pfalz)                  |
| Sonnenberg                        | Mittelhaardt/Deutsche Weinstraße | Feuerberg                       | Ellerstadt                        |
| Sonnenberg                        | Mittelhaardt/Deutsche Weinstraße | Grafenstück                     | Bockenheim an der Weinstraße      |
| Sonnenberg                        | Mittelhaardt/Deutsche Weinstraße | Grafenstück                     | Kindenheim                        |
| Sonnenberg                        | Mittelhaardt/Deutsche Weinstraße | Grafenstück                     | Obrigheim (Pfalz)                 |
| Sonnenberg                        | Mittelhaardt/Deutsche Weinstraße | Höllenpfad                      | Neuleiningen                      |
| Sonnenberg                        | Mittelhaardt/Deutsche Weinstraße | Hofstück                        | Gönnheim                          |
| Sonnenberg                        | Mittelhaardt/Deutsche Weinstraße | Kobnert                         | Weisenheim am Berg                |
| Sonnenstück                       | Mittelhaardt/Deutsche Weinstraße | Schnepfenflug vom Zellertal     | Immesheim                         |
| Spiegel                           | Mittelhaardt/Deutsche Weinstraße | Meerspinne                      | Neustadt an der Weinstraße        |
| Spielberg                         | Mittelhaardt/Deutsche Weinstraße | Hochmeß                         | Bad Dürkheim                      |
| Spielberg                         | Mittelhaardt/Deutsche Weinstraße | Hofstück                        | Meckenheim (Pfalz)                |
| Spieß                             | Mittelhaardt/Deutsche Weinstraße | Hofstück                        | Ruppertsberg                      |
| St. Annaberg                      | Südliche Weinstraße              | Bischofskreuz                   | Burrweiler                        |
| St. Stephan                       | Mittelhaardt/Deutsche Weinstraße | Höllenpfad                      | Grünstadt                         |
| St.-Martins-Kreuz                 | Mittelhaardt/Deutsche Weinstraße | Höllenpfad                      | Mertesheim                        |
| Steig                             | Mittelhaardt/Deutsche Weinstraße | Schwarzerde                     | Bissersheim                       |
| Steinacker                        | Mittelhaardt/Deutsche Weinstraße | Kobnert                         | Kallstadt                         |
| Steinacker                        | Mittelhaardt/Deutsche Weinstraße | Schwarzerde                     | Kirchheim an der Weinstraße       |
| Steinberg                         | Mittelhaardt/Deutsche Weinstraße | Feuerberg                       | Bad Dürkheim                      |
| Steinbuckel                       | Mittelhaardt/Deutsche Weinstraße | Schwarzerde                     | Laumersheim                       |
| Steingebiss                       | Südliche Weinstraße              | Kloster Liebfrauenberg          | Billigheim-Ingenheim              |
| Steinkopf                         | Mittelhaardt/Deutsche Weinstraße | Schwarzerde                     | Heuchelheim bei Frankenthal       |
| Stift                             | Mittelhaardt/Deutsche Weinstraße | Schnepfenflug an der Weinstraße | Forst an der Weinstraße           |
| Trappenberg (GL)                  | Südliche Weinstraße              | Trappenberg                     | Offenbach an der Queich           |
| Trappenberg (GL)                  | Südliche Weinstraße              | Trappenberg                     | Westheim (Pfalz)                  |
| Ungeheuer                         | Mittelhaardt/Deutsche Weinstraße | Mariengarten                    | Forst an der Weinstraße           |
| Venusbuckel                       | Südliche Weinstraße              | Kloster Liebfrauenberg          | Billigheim-Ingenheim              |
| Vogelsang                         | Mittelhaardt/Deutsche Weinstraße | Feuerberg                       | Weisenheim am Berg                |
| Vogelsang                         | Mittelhaardt/Deutsche Weinstraße | Grafenstück                     | Bockenheim an der Weinstraße      |
| Vogelsang                         | Mittelhaardt/Deutsche Weinstraße | Grafenstück                     | Kindenheim                        |
| Vogelsprung                       | Südliche Weinstraße              | Bischofskreuz                   | Flemlingen                        |
| Vorderberg                        | Mittelhaardt/Deutsche Weinstraße | Schwarzerde                     | Kleinniedesheim                   |
| Weilberg                          | Mittelhaardt/Deutsche Weinstraße | Honigsäckel                     | Bad Dürkheim                      |
| Wolfsberg                         | Südliche Weinstraße              | Guttenberg                      | Schweighofen                      |
| Wonneberg                         | Südliche Weinstraße              | Guttenberg                      | Dörrenbach                        |
| Wonneberg                         | Südliche Weinstraße              | Guttenberg                      | Bad Bergzabern                    |
| Zechpeter                         | Südliche Weinstraße              | Bischofskreuz                   | Flemlingen                        |